# Port lotniczy Perugia-Sant’Egidio
Port lotniczy Perugia-Sant’Egidio (IATA: PEG, ICAO: LIRZ) – port lotniczy położony 10 km na północny zachód od Asyżu i 15 km na południowy wschód od Perugii, w regionie Umbria, we Włoszech.

## Linie lotnicze i połączenia
| Linia Lotnicza  | Kierunek |
| --------------- | --- |
| Aeroitalia      | 1. Mediolan-Bergamo 2. Lamezia Terme 3. Mediolan-Linate 4. Olbia                                                                              |
| Albawings       | 1. Tirana |
| British Airways | Sezonowo: 1. Londyn-Heathrow |
| Ryanair         | 1. Cagliari 2. Katania 3. Londyn-Stansted 4. Palermo Sezonowo: 1. Barcelona 2. Brindisi 3. Bukareszt 4. Bruksela-Charleroi 5. Kraków 6. Malta |
| Transavia.com   | Sezonowo: 1. Rotterdam |
| Wizz Air        | 1. Tirana |